# ハットトリック (モータースポーツ)
モータースポーツにおけるハットトリック（英: hat trick）とは、1つのレースで「ポールポジション獲得」「決勝レースでのファステストラップ記録」「優勝」の3つを成し遂げることである。

## 概要
元来はクリケットで、1つの回の中で3球で3人の打者をアウトにすること。これを達成したボウラー（投手）には、帽子（ハット）が贈られその名誉が讃えられたことに因む。現代では様々なスポーツで使われるようになった。
さらに上記の3つに「決勝レースでの全周回トップ走行」が加わると「グランドスラム」と呼ばれる。

## F1におけるハットトリック記録
- 記録は2024年終了時点。
- 太字は2025年時点の現役ドライバー。

### 通算獲得数
- 達成者は以下の48人。
- 年間最多ハットトリックはマックス・フェルスタッペンが2023年に記録した6回[4]。

| 順位  | 回数 | ドライバー |
| ----- | ---- | --- |
| 1     | 22   | ミハエル・シューマッハ |
| 2     | 18   | ルイス・ハミルトン |
| 3     | 13   | マックス・フェルスタッペン |
| 4     | 11   | ジム・クラーク |
| 5     | 9    | ファン・マヌエル・ファンジオ |
| 6     | 8    | アラン・プロスト セバスチャン・ベッテル |
| 8     | 7    | アルベルト・アスカリ アイルトン・セナ |
| 10    | 5    | ナイジェル・マンセル デイモン・ヒル ミカ・ハッキネン フェルナンド・アロンソ |
| 14    | 4    | スターリング・モス ジャッキー・イクス ジャッキー・スチュワート フェリペ・マッサ |
| 18    | 3    | ジョン・サーティス ジャック・ブラバム ニキ・ラウダ ネルソン・ピケ ニコ・ロズベルグ |
| 23    | 2    | グラハム・ヒル ジェームス・ハント マリオ・アンドレッティ ジャック・ラフィット アラン・ジョーンズ ゲルハルト・ベルガー ジャック・ヴィルヌーヴ ルーベンス・バリチェロ キミ・ライコネン バルテリ・ボッタス シャルル・ルクレール                                                                       |
| 34    | 1    | ジュゼッペ・ファリーナ ビル・ブコビッチ マイク・ホーソーン トニー・ブルックス フィル・ヒル ヨッヘン・リント ジョー・シフェール クレイ・レガツォーニ ロニー・ピーターソン ジル・ヴィルヌーヴ カルロス・ロイテマン デビッド・クルサード ファン・パブロ・モントーヤ ジェンソン・バトン ランド・ノリス |
| 出典: |      | |